# Benjamín González Roaro
Benjamín Ernesto González Roaro (Ciudad de México, 28 de diciembre de 1954) es un político mexicano, miembro del Partido Acción Nacional. Ha sido entre otros cargos director general del Instituto de Seguridad y Servicios Sociales de los Trabajadores del Estado (ISSSTE) y en dos periodos diputado federal. 
Fue director general de la Lotería Nacional para la Asistencia Pública del 9 de junio de 2009 al 7 de enero de 2013 ].
Benjamín González Roaro es Licenciado en Economía egresado de la Universidad Nacional Autónoma de México, fue con anterioridad miembro del Partido Revolucionario Institucional, partido al que renunció el 20 de abril de 2006, ocupó los cargos de Subdirección de Investigaciones Económicas y Bancarias del Banco de México de 1977 a 1978, Asesor del director general de Ferrocarriles Nacionales de México de 1983 a 1984 y director general de Diagnóstico del Departamento del Distrito Federal de 1985 a 1988, postulado por el PRI y electo diputado federal a la LV Legislatura por el XXX Distrito Electoral Federal del Distrito Federal de 1991 a 1994 y ese mismo año fue nombrado subsecretario de Servicios Educativos del Distrito Federal de la Secretaría de Educación Pública. Fue nombrado director general del ISSSTE por el entonces presidente Vicente Fox en 2000 y permaneció en el cargo hasta 2006 cuando renunció y fue postulado candidato a diputado federal por el PAN por la vía plurinominal, electo para la LX Legislatura de 2006 a 2009.
Benjamín González Roaro es considerado como un político muy cercano a lideresa del Sindicato Nacional de Trabajadores de la Educación Elba Esther Gordillo; en 2009 su hijo, César González Madruga, fue elegido diputado federal por el V Distrito Electoral Federal del Distrito Federal.